# 阿德里安·戈兹沃西
阿德里安·基思·戈兹沃西（英語：Adrian Keith Goldsworthy，/ˈɡoʊldzˌwɜːrði/，1969年—）是一位英国历史学家和小说家，主攻古罗马历史，现为伦敦国王学院教師。

## 代表作
- 《布匿战争：罗马、迦太基与地中海霸权的争夺》（The Fall of Carthage: The Punic Wars 265-146 BC，2000年初版，2003年再版）
- 《以罗马之名：缔造罗马伟业的将军们》（In the Name of Rome: the Men who Won the Roman Empire，2003年）
- 《恺撒：巨人的一生》（Caesar, Life of a Colossus，2006年）
- 《非常三百年：罗马帝国衰落记》（The Fall of the West: The Death of the Roman Superpower，2009年）
- 《奥古斯都：从革命者到皇帝》（Augustus: From Revolutionary to Emperor，2014年）
- 《罗马和平：古代地中海世界的暴力、征服与和平》（Pax Romana: War, Peace and Conquest in the Roman World，2016年）
- 《哈德良长城：罗马帝国的荣光与文明世界的尽头》（Hadrian’s Wall: Rome and the Limits of Empire，2018年）